# Professeur adjoint
Un professeur assistant ou professeur adjoint (assistant professor en anglais) est un grade universitaire utilisé dans les universités ou les collèges des États-Unis, du Mexique, du Canada et de certains autres pays. 
Il correspond au premier des trois grades du rang des professeurs dans ces pays. Le rang est équivalent à celui de lecteur (lecturer) des universités britanniques et du Commonwealth. Le rôle n’a pas d’équivalent réel dans le système français. La reconnaissance, le statut académique du rôle, les fonctions, le niveau d’ancienneté et la difficulté du concours pour y accéder sont équivalents à celui d'un maître de conférences. Cependant le statut juridique du point de vue du pur droit du travail n’est pas celui d'un fonctionnaire comme les maitres de conférences. 
Le ministère de l’Enseignement supérieur et de la recherche français classe toutefois le rôle d’assistant professeur de certains pays comme le Canada (et de la province de Québec en particulier) comme équivalent au rôle de maître de conférences. 

## Description
Ce poste est généralement occupé après l'obtention d'un doctorat et après plusieurs années d'occupation d'un ou plusieurs postes de chercheur postdoctoral. Il est inférieur au poste de professeur associé/agrégé (associate professor) et équivaut au rang de lecteur (lecturer) dans la plupart des universités du Commonwealth. Aux États-Unis, le poste de professeur assistant est souvent le premier poste occupé dans une voie menant à la position permanente, bien que ce ne soit pas toujours le cas. Les chaires complètes sont professeur adjoint, professeur agrégé et professeur titulaire dans l'ordre. Après 7 ans, en cas de succès, les professeurs assistant peuvent obtenir un poste permanent et obtenir la promotion au titre de professeur associé/agrégé (associate professor).
Il est très compliqué de devenir professeur assistant, en particulier dans les universités de haut niveau et de recherche aux États-Unis, au Royaume-Uni et en Suède. Souvent, des centaines de candidats postulent pour un seul poste. En raison des problèmes de financement, le nombre de postes de professeurs à temps plein (assistants ou associés) a considérablement diminué. Les collèges économisent de l'argent en remplaçant les professeurs à temps plein par des auxiliaires. Ainsi, moins de 20% des titulaires de doctorat obtiennent des postes d'assistant professor.

## Comparaison avec d'autres systèmes nationaux
La comparaison avec le grade français de maître de conférences est délicate du fait des spécificités des systèmes. D'une part, le poste de maitre de conférences est une position de fonctionnaire, ce que ne sont pas les professeurs assistants ou associées, mais d'autre part le niveau d’ancienneté pour accéder aux postes de maitre de conférences et aux postes de professeurs assistants est équivalent. En outre les responsabilités d’un professeur assistant sont équivalentes voire plus avancées qu’un maitre de conférences en début de carrière, le professeur assistant peut par exemple encadrer des thèses en tant que superviseur principal, ce qui nécessite l’habilitation à diriger des recherches (HDR) en France, qui nécessite un certain avancement dans la carrière des maitres de conférences. Pour ces raisons, un poste de professeur assistant peut être considéré correspondre à un poste de maitre de conférences en début de carrière (classe normale), le ministère de l'Enseignement supérieur et de la recherche français classe le rôle d’assistant professeur de certains pays comme le Canada (et de la province de Québec en particulier) comme équivalent au rôle de maître de conférences.
Le système de tenure track associé généralement aux postes de professeur assistant est une différence importante avec le système français : un professeur assistant accèdera généralement  au grade plus avancé du rang des professeurs appelé professeur associé après environ 5 ans, et ce, sans passer par un concours externe. Il n'existe pas de rôle en France qui donne un tel accès direct aux rôles académiques fonctionnaires qui nécessitent toujours en France un concours externe et compétitif.
Le tableau présente un large aperçu des principaux systèmes traditionnels, mais certaines universités utilisent une combinaison de ces systèmes ou d'autres titres. Certaines universités des pays du Commonwealth ont également entièrement adopté le système nord-américain à la place.
| Système nord-américain                                                     | Système du Commonwealth |
| -------------------------------------------------------------------------- | --- |
| Professeur (niveau supérieur, y compris professeur émérite ou équivalents) | Professeur |
| Professeur                                                                 | Reader (principalement Royaume-Uni) ou Associate professor (principalement Australie, Nouvelle-Zélande, Afrique du Sud, Inde, Asie du Sud-Est, Irlande) |
| Associate professor                                                        | Lecteur principal ou lecteur senior |
| Assistant professor                                                        | Lecteur (lecturer) |

## Voir également
- Liste des titres de professeur en Amérique du Nord
- Maître-assistant
- Assistant de l'enseignement supérieur en France
- Professors in the United States (en)